# The Score (groupe)
Pour les articles homonymes, voir The Score et Score.
The Score est un groupe de rock alternatif américain formé à New York en 2015. Le groupe est constitué d'Eddie Anthony (chant, guitare) et Edan Dover (clavier, producteur). Ils ont signé avec Republic Records en 2015 après que leur chanson Oh My Love a été présentée dans une campagne de publicité pour les supermarchés Asda.

## Discographie

### Albums studio
| Atlas                                                       | - Date de sortie : 13 octobre 2017 - Label : Republic Records - Format : CD, téléchargement numérique | - | 18 |  |
| Carry on                                                    | - Date de sortie : 27 août 2020 - Label : Republic Records - Format : CD, téléchargement numérique    | - | -  |  |
| Metamorph                                                   | - Date de sortie : 18 mars 2022 - Label : Republic Records - Format : CD, téléchargement numérique    | - | -  |  |
| "-" indique les publications qui n'ont pas été répertoriées | |   |    |  |

### EP
| Titre            | Détails                                                                                             |
| ---------------- | --------------------------------------------------------------------------------------------------- |
| The Score EP     | - Date de sortie : 2014 - Label : Aucun - Format : téléchargement numérique                         |
| The Score EP 2   | - Date de sortie : 2014 - Label : Aucun - Format : téléchargement numérique                         |
| Where Do You Run | - Date de sortie : 25 septembre 2015 - Label : Republic Records - Format : téléchargement numérique |
| Unstoppable      | - Date de sortie : 23 septembre 2016 - Label : Republic Records - Format : téléchargement numérique |
| Myths & Legends  | - Date de sortie : 14 avril 2017 - Label : Republic Records - Format : téléchargement numérique     |
| Stripped         | - Date de sortie : 11 août 2017 - Label : Republic Records - Format : téléchargement numérique      |
| Pressure         | - Date de sortie : 1er février 2019 - Label : Republic Records - Format : téléchargement numérique  |
| Stay             | - Date de sortie : 9 août 2019 - Label : Republic Records - Format : téléchargement numérique       |
| Chrysalis        | - Date de sortie : 24 septembre 2021 - Label : Republic Records - Format : téléchargement numérique |

### Singles
| Titre                     | Année | Position de la carte de pointe | Position de la carte de pointe | Position de la carte de pointe | Album                    |
| Titre                     | Année | Royaume-Uni                    | US Adult                       | US Rock                        | Album                    |
| ------------------------- | ----- | ------------------------------ | ------------------------------ | ------------------------------ | ------------------------ |
| Oh My Love                | 2015  | 43                             | 37                             | -                              | Where Do You Run ?       |
| White Iverson             | 2015  | -                              | -                              | -                              | Singles Hors album       |
| On and On                 | 2016  | -                              | -                              | -                              | Singles Hors album       |
| Unstoppable               | 2016  | -                              | -                              | 24                             | Unstoppable              |
| Unstoppable (Rebel Remix) | 2016  | -                              | -                              | -                              | Singles Hors album       |
| Legend                    | 2017  | -                              | -                              | 36                             | Myths & Legends Légendes |
| Revolution                | 2017  | -                              | -                              | 50                             | Myths & Legends Légendes |
| Miracle                   | 2017  | -                              | -                              | -                              | Myths & Legends Légendes |
| Higher                    | 2017  | -                              | -                              | -                              | Myths & Legends Légendes |
| Never Going Back          | 2017  | -                              | -                              | -                              | Atlas                    |
| Glory                     | 2018  | -                              | -                              | -                              | Pressure                 |
| Stronger                  | 2018  | -                              | -                              | -                              | Pressure                 |
| The Fear                  | 2018  | -                              | -                              | -                              | Pressure                 |
| Stay                      | 2019  | -                              | -                              | -                              | Singles Hors album       |
| Born for this             | 2019  | -                              | -                              | -                              | Pressure                 |

### Clips musicaux
| Année | Vidéo                         | Réalisateur         |
| ----- | ----------------------------- | ------------------- |
| 2015  | Oh My Love                    | Justin Paul Ramirez |
| 2017  | Unstoppable (lyric video)     | Peter Reeve         |
| 2017  | Legend (official lyric video) | Inconnu             |
| 2017  | Miracle                       | Justin Paul Ramirez |
| 2018  | Stronger                      | Inconnu             |
| 2019  | Dreamin ft. Blackbear         | Inconnu             |
| 2020  | Best Part                     | Inconnu             |